# Place Félix-Éboué
Place Félix-Éboué (náměstí Félixe Ébouého) je náměstí v Paříži. Nachází se ve 12. obvodu.

## Poloha
Oválné náměstí ve 12. obvodu tvoří křižovatku ulic Avenue Daumesnil, Boulevard de Reuilly, Rue de Reuilly, Rue Claude-Decaen a Rue Lamblardie.

## Historie
Náměstí bylo zřízeno vyhláškou ze 16. ledna 1789 a zahrnovalo tehdejší náměstí Place de la Barriére de Reuilly a části okolních ulic. Později bylo pojmenováno Place Daumesnil podle generála Pierra Daumesnila (1776-1832), který bojoval v bitvě u Wagramu. Své současné jméno nese od roku 1946, když pařížská rada rozhodla 8. června pojmenovat náměstí po politikovi Félixovi Ébouém (1884-1944), který byl spolupracovníkem generála Charlese de Gaulla ve francouzském odboji ve Francouzské rovníkové Africe.

## Významné stavby
Uprostřed náměstí se od roku 1880 nachází fontána Château d'eau, kterou vytvořil Gabriel-Jean-Antoine Davioud původně pro Place de la République.